# Collectie Première
Collectie Première is een collectie stripalbums uitgegeven door uitgeverij Dargaud. In deze collectie verscheen tussen 1986 en 1999 een zeventiental luxe albums van uiteenlopende auteurs. De collectie omvat verhalen van Harry Dickson, Foc, Jan Karta, Takuan en De dwaze monnik. Van deze serie zijn geen herdrukken bekend en alle delen verschenen uitsluitend met harde kaft.

## Albums
| Nummer | Titel                                | Reeks           | Tekeningen       | Scenario         | Verschenen |
| ------ | ------------------------------------ | --------------- | ---------------- | ---------------- | ---------- |
| 1      | De bende van de spin                 | Harry Dickson   | Zanon            | Vanderhaeghe     | 1986       |
| 2      | De dwaze monnik                      | De dwaze monnik | Vink             | Vink             | 1986       |
| 3      | Het stenen geheugen                  | De dwaze monnik | Vink             | Vink             | 1986       |
| 4      | Weimar                               | Jan Karta       | Torti            | Roberto Dal' Pra | 1986       |
| 5      | De genadelozen                       | Foc             | Yves Bordes      | René Durand      | 1987       |
| 6      | Der Sturm                            | Jan Karta       | Torti            | Roberto Dal' Pra | 1987       |
| 7      | De beulsgeest                        | Harry Dickenson | Zanon            | Vanderhaeghe     | 1988       |
| 8      | De purperen mist                     | De dwaze monnik | Vink             | Vink             | 1988       |
| 9      | De bezettene                         | Takuan          | Emiliano Simeoni | Serge Le Tendre  | 1988       |
| 10     | De cirkel van de angst               | Harry Dickson   | Zanon            | Vanderhaeghe     | 1990       |
| 11     | De pas van de wind                   | De dwaze monnik | Vink             | Vink             | 1990       |
| 12     | Het klooster van de kostbare spiegel | De dwaze monnik | Vink             | Vink             | 1992       |
| 13     | Het hol van de slang                 | De dwaze monnik | Vink             | Vink             | 1993       |
| 14     | Een warreling van witte bloemen      | De dwaze monnik | Vink             | Vink             | 1994       |
| 15     | De reis van kleine Li                | De dwaze monnik | Vink             | Vink             | 1995       |
| 16     | Het toernooi van de eenhoorns        | De dwaze monnik | Vink             | Vink             | 1997       |
| 17     | Goudstof                             | De dwaze monnik | Vink             | Vink             | 1999       |